# Kanton Auxerre-Est
Der Kanton Auxerre-Est war bis 2015 ein französischer Wahlkreis im Arrondissement Auxerre, im Département Yonne und in der Region Burgund; sein Hauptort war Auxerre. Vertreter im Generalrat des Départements war zuletzt von 2011 bis 2015 Nicolas Briolland (DVG).

## Gemeinden
Der Kanton bestand aus sechs Gemeinden und einem Teil der Stadt Auxerre (angegeben ist hier die Gesamteinwohnerzahl der Stadt. Im Kanton lebten etwa 8.900 Einwohner von Auxerre):
| Gemeinde             | Einwohner Jahr | Fläche km² | Bevölkerungsdichte | Code INSEE | Postleitzahl |
| -------------------- | -------------- | ---------- | ------------------ | ---------- | ------------ |
| Augy                 | 1.043 (2013)   | 5,05       | 207 Einw./km²      | 89023      | 89290        |
| Auxerre              | 34.869 (2013)  | –          | – Einw./km²        | 89024      | 89290        |
| Bleigny-le-Carreau   | 306 (2013)     | 10,29      | 30 Einw./km²       | 89045      | 89230        |
| Champs-sur-Yonne     | 1.549 (2013)   | 4,39       | 353 Einw./km²      | 89077      | 89290        |
| Quenne               | 456 (2013)     | 8,72       | 52 Einw./km²       | 89319      | 89290        |
| Saint-Bris-le-Vineux | 1.085 (2013)   | 31,23      | 35 Einw./km²       | 89337      | 89530        |
| Venoy                | 1.776 (2013)   | 22,74      | 78 Einw./km²       | 89438      | 89290        |